# Il figlio del tempo
Il figlio del tempo (Child of Time o The Ugly Little Boy) è un romanzo di fantascienza del 1991 scritto da Isaac Asimov e Robert Silverberg.
Il romanzo si basa sul racconto The Ugly Little Boy scritto da Asimov nel 1958, inizialmente pubblicato col titolo Lastborn nella rivista Galaxy Science Fiction (edito in italiano come L'ultimo nato o Il brutto ragazzetto), successivamente ampliato da Silverberg e pubblicato nel 1991 nel Regno Unito col titolo Child of Time e l'anno successivo negli Stati Uniti come The Ugly Little Boy.
Dal racconto originale è stato tratto anche un film per la tv di 26 minuti del 1977 prodotto in Canada, diretto e interpretato da Barry Morse, notevolmente fedele alla storia originale.

## Trama
La protagonista del romanzo è Miss Fellowes, infermiera alla quale viene offerto uno strano lavoro: la Stasis Corporation, organizzazione che si occupa di portare nel nostro tempo animali, persone e cose da altre epoche nel passato, vorrebbe che lei si occupasse di un bambino molto particolare.
In effetti si tratta di un piccolo Homo neanderthalensis.

## Edizioni
- Isaac Asimov e Robert Silverberg, Il figlio del tempo, Fuori collana, Bompiani, 1991, ISBN 88-452-1804-X.
- Isaac Asimov e Robert Silverberg, Il figlio del tempo, Grandi tascabili, Bompiani, 1993, ISBN 978-88-452-2012-8.